# كتانية بليسرية
الكتانية البليسرية (باللاتينية: Linaria pelisseriana) نوع نباتي يتبع جنس الكتانية من الفصيلة الحملية من رتبة الشفويات.

## الموئل والانتشار
تنتشر في بلاد الشام والمغرب العربي ومعظم مناطق حوض البحر الأبيض المتوسط.

## مرادفات للاسم العلمي
- (باللاتينية: Antirrhinum pelisserianum L.)
- (باللاتينية: Linaria pelisserianum L.)